# Oreodera fluctuosa
Oreodera fluctuosa är en skalbaggsart som beskrevs av Bates 1861. Oreodera fluctuosa ingår i släktet Oreodera och familjen långhorningar.
Artens utbredningsområde är:
- Costa Rica.
- Guyana.
- Panama.

Inga underarter finns listade i Catalogue of Life.